# Swiss Indoors Basel 2016
Lo Swiss Indoors Basel 2016 è stato un torneo di tennis giocato su campi in cemento al coperto. È stata la 47ª edizione dell'evento conosciuto come Swiss Indoors Open o Davidoff Swiss Indoors, appartenente alla serie ATP Tour 500 nell'ambito dell'ATP World Tour 2016. Gli incontri si sono giocati a Basilea, in Svizzera, dal 22 al 30 ottobre 2016.

## Partecipanti

### Teste di serie
| Nazionalità | Giocatore       | Ranking* | Testa di serie |
| ----------- | --------------- | -------- | -------------- |
| Svizzera    | Stan Wawrinka   | 3        | 1              |
| Canada      | Milos Raonic    | 4        | 2              |
| Giappone    | Kei Nishikori   | 5        | 3              |
| Croazia     | Marin Čilić     | 11       | 4              |
| Belgio      | David Goffin    | 12       | 5              |
| Bulgaria    | Grigor Dimitrov | 18       | 6              |
| Francia     | Richard Gasquet | 19       | 7              |
| Stati Uniti | Jack Sock       | 23       | 8              |

* Ranking al 17 ottobre 2016.

### Altri partecipanti
I seguenti giocatori hanno ricevuto una wild card per il tabellone principale:
- Marco Chiudinelli
- Juan Martín del Potro
- Henri Laaksonen

I seguenti giocatori sono passati dalle qualificazioni:

- Ričardas Berankis
- Robin Haase
- Donald Young
- Miša Zverev

## Campioni

### Singolare
Marin Čilić ha sconfitto in finale  Kei Nishikori con il punteggio di 6-1, 7–6(5).
- È il suo sedicesimo titolo in carriera, secondo della stagione e primo ATP Tour 500 in carriera.

### Doppio
Marcel Granollers /  Jack Sock hanno sconfitto in finale  Robert Lindstedt /  Michael Venus con il punteggio di 6-3, 6-4.